# Champlain Marcil
Champlain Marcil (1. června 1920 Ottawa – 2. dubna 2010 Ottawa) byl francouzskokanadský fotožurnalista, nejznámější prací v deníku Le Droit od roku 1948 do roku 1969. Kromě toho byl aktivní v letech 1940-1985 v dokumentování oblasti Outaouais v západním Quebecu a Ontariu.

## Osobní život
Marcil se narodil v Ottawě v červnu 1920. Oženil se v roce 1947 a měl pět dětí. Zemřel v roce 2010 a je pohřben na hřbitově Notre-Dame v Ottawě. Byl členem univerzity v Ottawě a členem různých křesťanských organizací.

## Kariéra
Svou kariéru začal jako profesionální fotograf v roce 1940 a dokumentoval Eucharistický kongres v Trois-Rivières. V roce 1947 fotografoval kongres Ottawa Marian a stal se nezávislým pracovníkem Le Droit a stálým přispěvatelem od roku 1954 do roku 1969. Současně byl školním fotografem pro 125 škol v oblasti Hawkesbury - Ottawa.
Archivy Champlain Marcil obsahují 135 425 fotografií a jsou zachovány v Bibliothèque et Archives nationales du Québec (Národní knihovna a Archivy Québecu) v Gatineau.

## Galerie

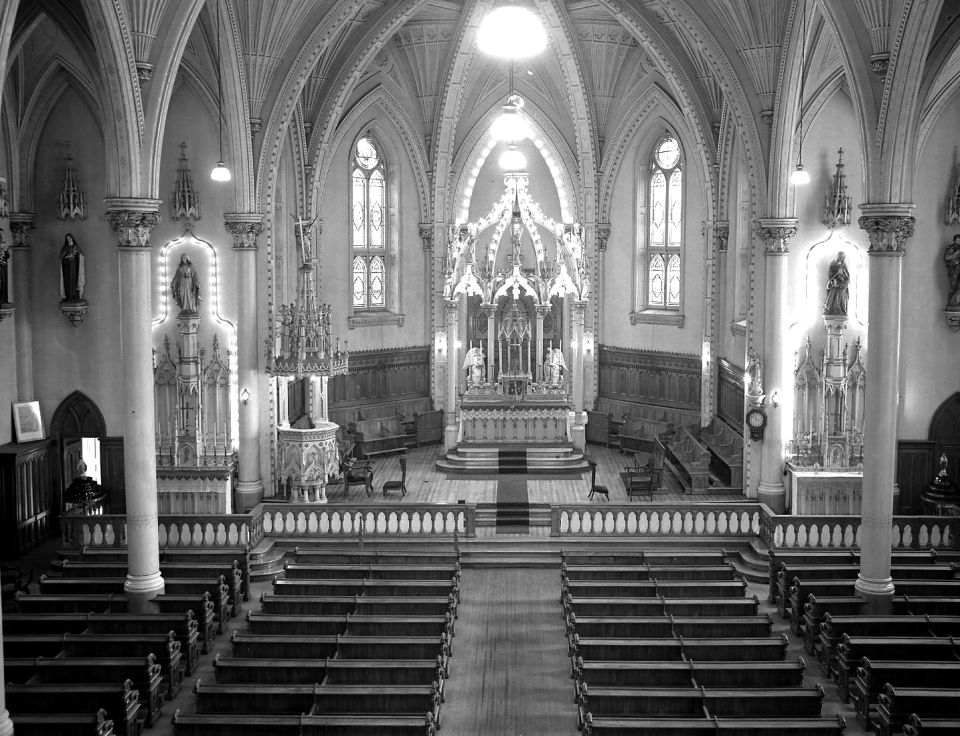
Interiér kostela Saint François de Sales Gatineau
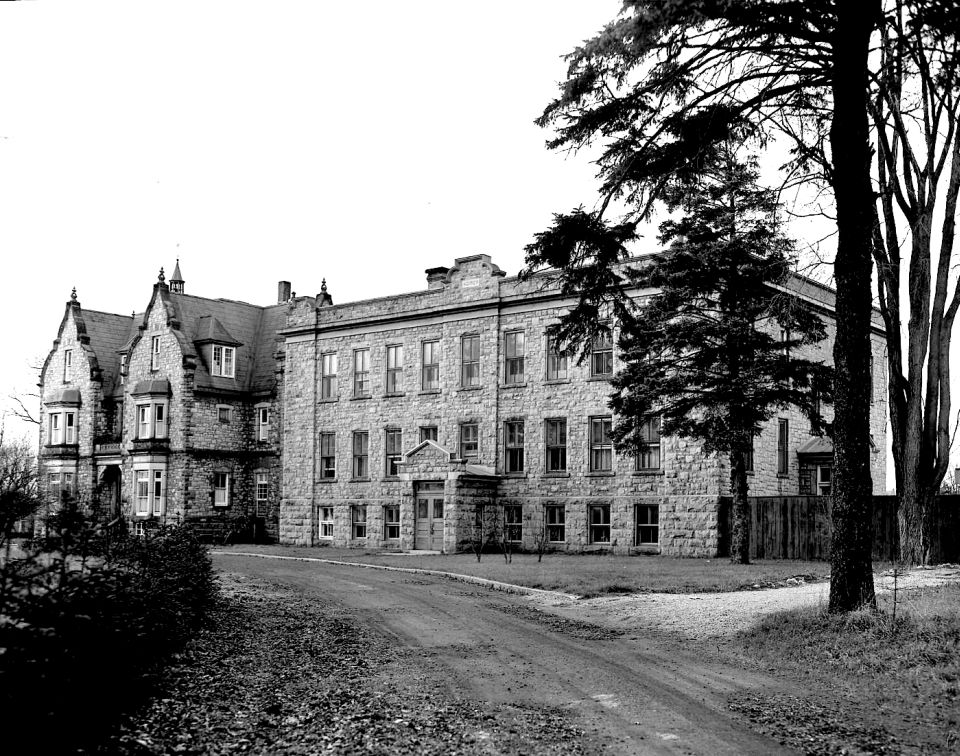
Sirotčinec Sainte Thérèse de l'Enfant Jésus Hull
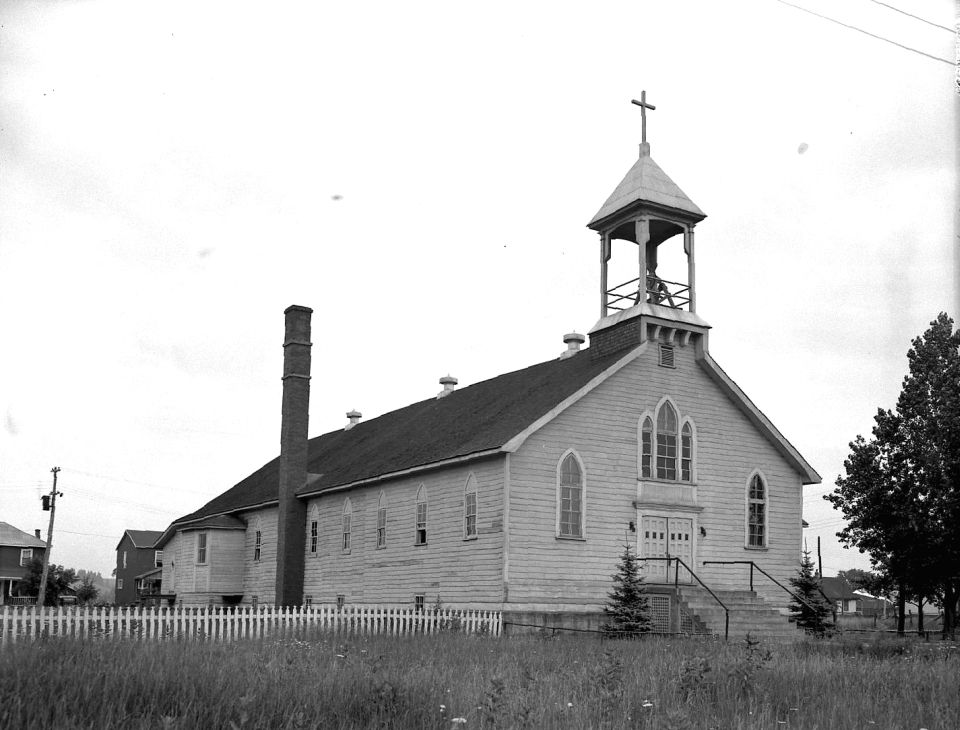
Kostel Saint Jean Marie Vianney v Gatineau
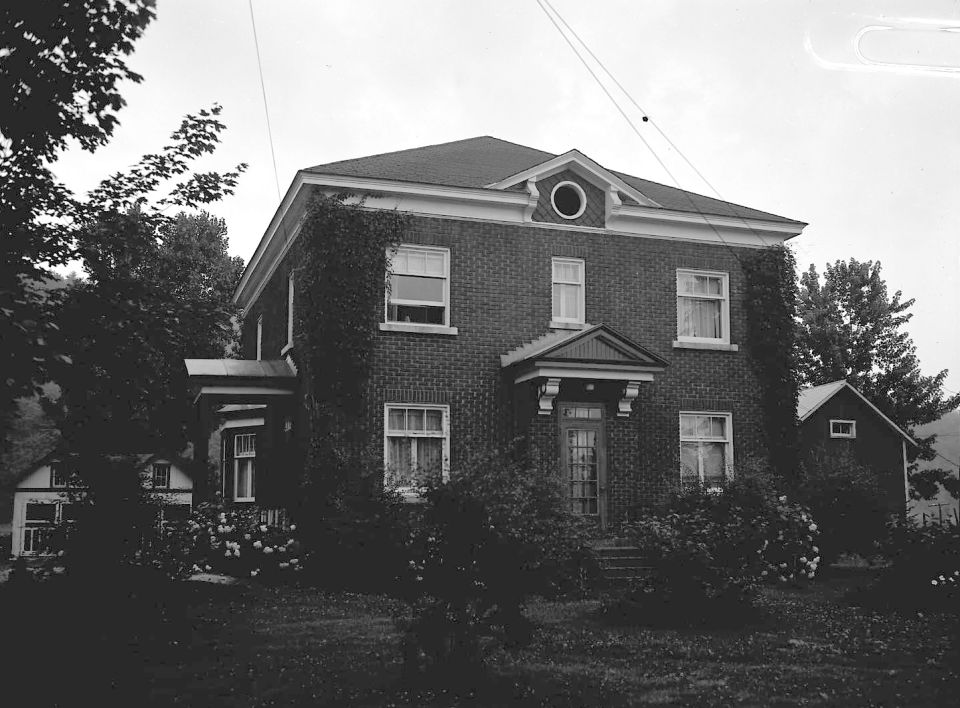
Presbytère de Calumet
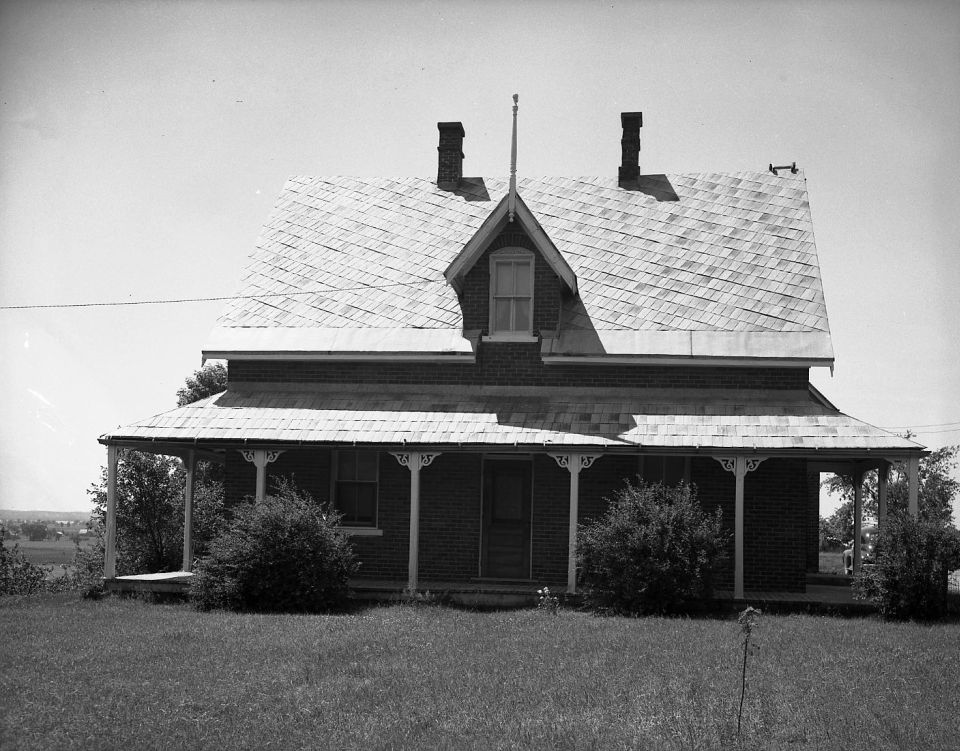
Presbytère de Chelsea
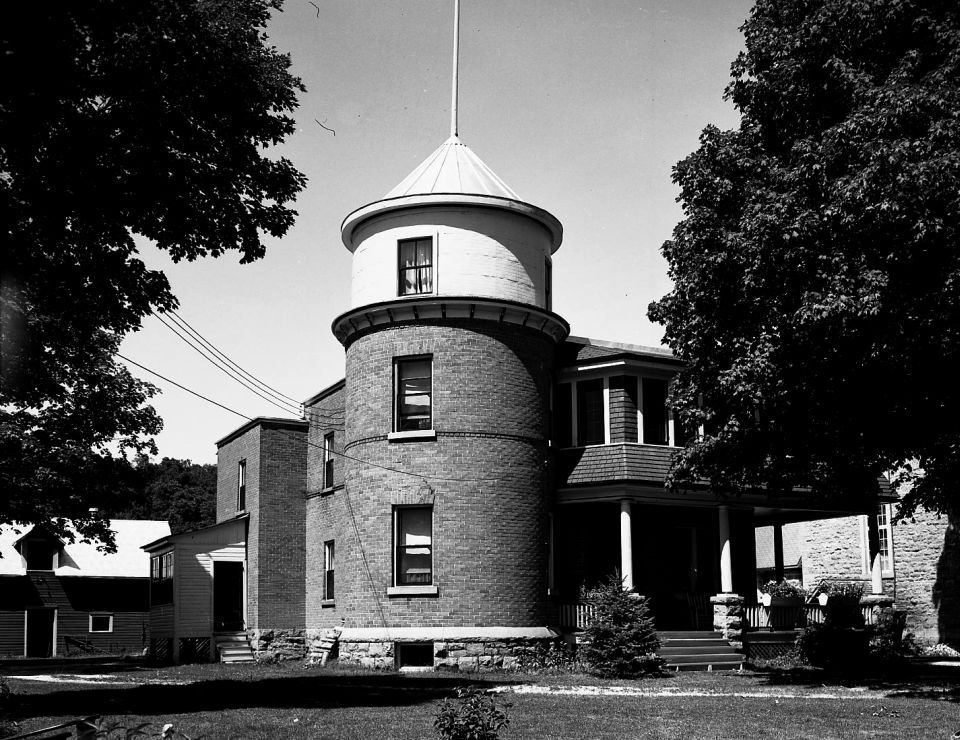
Presbytère de Chelsea
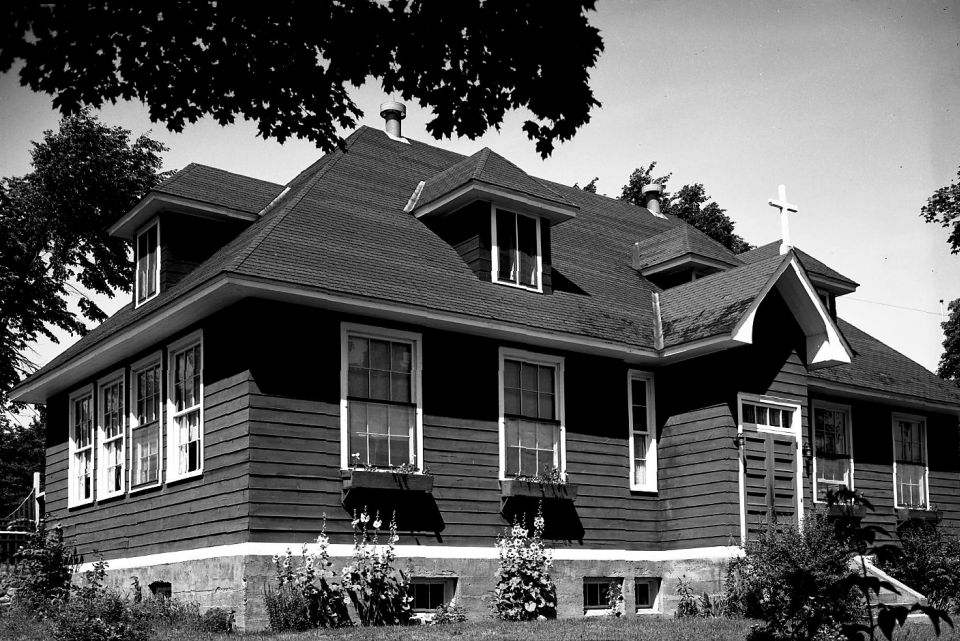
Presbytère de Chelsea
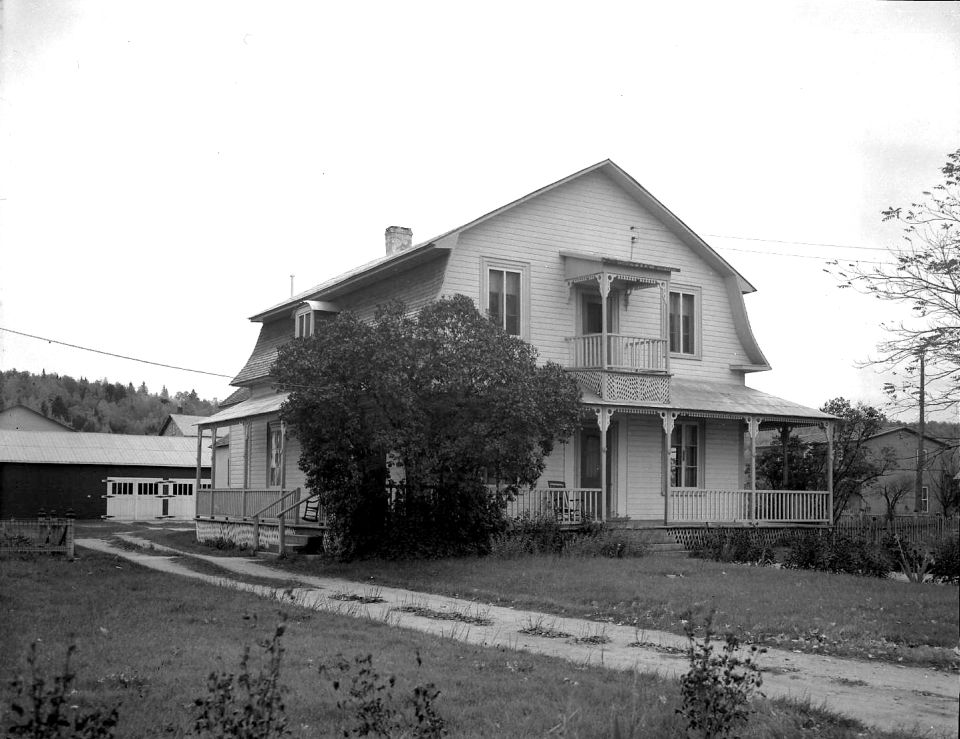
Presbytère de Chénéville